# Qui-Gon Jinn
Qui-Gon Jinn är en fiktiv figur i Star Wars-filmerna, mentor för Obi-Wan Kenobi, spelar en central roll i Episod I och anses vara en av de visaste jediriddarna genom tiderna, dock påstod han själv strax innan han dog att Obi-Wan Kenobi var en mycket mera vis man än vad han var.
Jinn hade enligt uppgift en mycket stark koppling till "den levande kraften", och kunde således vara impulsiv, och inte sällan trotsa sina mästares direkta order. Detta gjorde honom ofta kontroversiell och var den främsta anledningen till att han inte blev medlem i Jedi-rådet.
Filmen inleds med att Qui-Gon och Obi-Wan ska medla i konflikten mellan planeten Naboo och den aggressiva handelsfederationen. Mest av en tillfällighet kommer man i kontakt med den nioårige Anakin Skywalker och dennes mamma Shmi Skywalker. Anakin och hans mamma bor på planeten Tatooine och är slavar hos Watto. Qui-Gon upptäcker att den unge Anakin har en extremt hög potential att lära sig använda Kraften (efter bevis på att han besitter ett extremt högt "midi-chlorians"-värde). Anakin har nämligen deltagit i ett Pod-race och med hjälp av Qui-Gon Jinn vunnit sin frihet, men dock inte sin mammas.
Enligt en profetia skulle det en gång komma en Jediriddare med så stora krafter att han en gång för alla skulle utrota den onda Sithorden och bringa balans i Kraften och fred i galaxen. Qui-Gon var övertygad om att Anakin var den utvalde och därför var han angelägen om att få Anakin frisläppt. När de skulle lämna Tatooine blev de emellertid attackerade av en Sithlord, Darth Maul. Man lyckades dock fly och Qui-Gon Jinn förde Anakin till Jedirådet.
Den högste Jedimästaren, Yoda, kände en stor fara med Anakins framtid (och galaxens framtid) om han tränades, således avslogs Qui-Gon Jinns önskan att Anakin skulle bli en Jedi. Konflikten mellan Naboo och handelsfederationen fortsatte, och i slutet av filmen blir Qui-Gon dödad av Darth Maul (som i sin tur blir besegrad av Obi-Wan). Den döende Qui-Gon Jinns sista önskan är att Obi-Wan ska träna Anakin. Jedirådet utser efter detta Obi-Wan till fullvärdig jediriddare och ger honom också tillåtelse att utbilda Anakin.
Qui-Gon Jinn spelas av Liam Neeson.